# 中島徹 (音楽家)
中島 徹（なかじま とおる、1964年1月21日 - ）は、兵庫県芦屋市出身のジャズピアニスト・トロンボーン奏者。

## プロフィール
兵庫県立兵庫高等学校、大阪教育大学特設音楽科卒業。大学在学中から音楽活動を始める。ジャズを基盤にラテン、ブラジル音楽等にも深く傾倒し、2001年と2002年、自己のプロジェクト"LATIN-JAZZ-JAPONISMO～はぽにやす"で、国際交流基金派遣の文化使節としてヨーロッパ各地10都市にて公演を行ったほか、関西の老舗ビッグバンドの北野タダオ&アロージャズオーケストラ等、数多くのバンドやセッションに参加している。

## 主な参加作品
- 小野リサ - 「Romance Latino vol.3 ～Cuba Caliente y su ritmo sabroso」
- VOCÊ - 「宇宙の法則～永遠の愛」
- Sonho - 「Sonho」
- PINKBONGO - 「Очень хорошо！」

## 著書
- 「プロフェッショナル・ジャズ・ピアノ」（ヤマハミュージックメディア、ISBN 978-4-636-81427-9 C0073）

## エピソード
高校2年生のときに兵庫県立兵庫高等学校吹奏楽部の一員として全日本吹奏楽コンクールに出場し、同校は金賞に輝いた。中島は、この時、レスピーギ作曲「交響詩ローマの祭り」のトロンボーンソロを吹いたが、このソロは、「一音入魂！全日本吹奏楽コンクール名曲・名演50」（富樫鉄火ほか著）において「茶目っ気たっぷりで（余裕まで感じさせてしまう）」と評されている。同部時代は、学生指揮者として指揮や編曲にも力を発揮していたが、中島の1学年上の学生指揮者は、現在作曲家の栗山和樹である。